# راندي جاربر
راندي جاربر (بالإنجليزية: Randy Garber) (19 أغسطس 1952 في الولايات المتحدة - ) هو مدرب كرة قدم ولاعب كرة قدم أمريكي في مركز الوسط. شارك مع منتخب الولايات المتحدة لكرة القدم. أما مع النوادي، فقد لعب مع لوس أنجلوس أزتكس وواشنطن ديبلومتس وتامبا باي راوديز وكليفلاند فورس ‏ وديترويت لايتنينغ ‏ وPhiladelphia Fever (MISL) ‏.